# Cimetière de Richmond
Le cimetière Richmond, en anglais : Richmond Cemetery, est un cimetière situé dans le Borough londonien de Richmond upon Thames, dans le Grand Londres, au Royaume-Uni,.
Le cimetière a été créé en 1786 et couvre une superficie d'environ 6 hectares.

## Personnalités inhumées
- Mary Elizabeth Braddon, écrivaine[1]
- Frances Browne, poète irlandais[3]
- Arthur Herbert Church, chimiste[4]
- Frederick Cook, politicien[4]
- Frederick Jeremiah Edwards, titulaire de la Croix de Victoria[4],[5]
- Charles Garvice, écrivain[4]
- Lord Claud Hamilton, parlementaire[4]
- Harry Hampton,  titulaire de la Croix de Victoria[4],[6]
- George Julian Harney, politicien[2]
- William Harvey, graveur[4]
- Arthur Hughes, peintre[4],[3]
- Julius Jeffreys, chirurgien[4]
- William McMillan, sculpteur[4]
- Sir William Olpherts,  titulaire de la Croix de Victoria et général[4],[7]
- George Osborn, méthodiste[4]
- Sir Andrzej Panufnik[4]
- Félix Pissarro, peintre[4],[8]
- Sir Harry Prendergast,  titulaire de la Croix de Victoria et général[4],[9]
- Keith Relf, chanteur des Yardbirds[10]
- Tom Richardson, joueur de criket[4]
- Dudley Ridout, général[4]
- Robert Allen Rolfe, horticulteur[4]
- Sir James Szlumper, ingénieur[10]
- Leslie Stuart, compositeur[4]
- Montague Summers, historien[4]
- Max Waechter[4]
- Andrew Watson, footballeur[11]